# Eutelia pertanda
Eutelia pertanda là một loài bướm đêm trong họ Noctuidae.